# Achtung Baby
Achtung Baby je album sastava U2. U prodaju je pušten 19. studenog 1991. Nakon loših kritika primljenih za prošli album zvan Rattle and Hum, Irci su se ovaj puta odlučili za alternativnu glazbu.
Na tom albumu je po mnogima najljepša pjesma U2-a uopće "One" koja je pokupila mnoge glazbene nagrade svijeta.
Magazin Rolling Stone uvrstio je ovaj album na 62.  mjesto Najboljih 500 albuma u povijesti.
Album je objavila diskografska kuća Island Records.

## Popis pjesama
1. "Zoo Station" (4:36)
2. "Even Better Than the Real Thing" (3:41)
3. "One" (4:36)
4. "Until the End of the World" (4:39)
5. "Who's Gonna Ride Your Wild Horses" (5:16)
6. "So Cruel" (5:49)
7. "The Fly" (4:29)
8. "Mysterious Ways" (4:04)
9. "Tryin' to Throw Your Arms Around the World" (3:53)
10. "Ultraviolet (Light My Way)" (5:31)
11. "Acrobat" (4:30)
12. "Love Is Blindness" (4:23)

## Produkcija
- Daniel Lanois - Glazbeni producent
- Brian Eno - Glazbeni producent
- Bono Vox - pjevač
- The Edge - gitara, klavijature, pomoćni vokal
- Adam Clayton - bas-gitara
- Larry Mullen, Jr. - bubnjevi, perkusije